# Marquez Haynes
Keith Marquez Haynes (Irving, 19 dicembre 1986) è un ex cestista statunitense naturalizzato georgiano, play e guardia.

## Carriera

### Club
Ha frequentato la Irving Nimitz High School, dove ha chiuso il suo anno da junior con oltre 21 punti di media, classificandosi terzo in tutta l'area di Dallas. Si è quindi iscritto alla Irving High School, con la quale è arrivato alla finale dello stato del Texas.
Ha quindi ottenuto una borsa di studio per il Boston College. Dopo un anno di stop si è iscritto all'Università del Texas ad Arlington.
Non essendo stato selezionato al draft 2010, ha firmato con l'Élan Chalon, club militante in Pro A. Con la maglia della squadra francese ha vinto è arrivato in finale della Settimana degli assi, mantenendo una media di 14,4 punti e 3,8 assist a partita.
Nella stagione 2011-12 ha militato in Liga ACB nel Gran Canaria, con cui ha avuto una media di 10,9 punti e 1,6 assist a partita. Con la maglia del Gran Canaria ha inoltre debuttato in Eurocup.
Nel 2012-13 ha firmato con gli Artland Dragons in Bundesliga.
Nel luglio del 2013 ha firmato con l'Olimpia Milano. Il 28 dicembre 2013, dopo l'ingaggio di Daniel Hackett da parte di Milano, ha rescisso il contratto consensualmente con la società meneghina; contestualmente ha firmato con la Montepaschi Siena per sostituire lo stesso Hackett.
Nel luglio 2014 firma un contratto biennale con il Maccabi Tel Aviv, contribuendo alla vittoria della Coppa d'Israele.
Il 5 luglio 2015 viene ingaggiato dalla Dinamo Sassari, squadra campione d'Italia in carica, facendo ritorno in Italia dopo appena un anno.
Il 29 gennaio 2016 viene acquistato dal Panathinaikos pagando un buyout alla società sarda di 100.000 euro.
Nel luglio del 2016, viene acquistato dalla Reyer Venezia con la quale vince per due volte il Campionato di serie A. Nella stagione 2017-2018 dopo il ritiro di Tomas Ress, viene nominato come nuovo capitano della squadra veneta. Il 10 luglio 2019 si accorda con la società lagunare, per la risoluzione consensuale del contratto lasciando così la Reyer dopo tre stagioni.

### Nazionale
Avendo acquisito il passaporto georgiano, è stato convocato per gli Europei di pallacanestro 2011 dalla Nazionale georgiana.

## Nome
Talvolta il suo nome è indicato con la Q maiuscola (MarQuez), per via dell'abitudine di utilizzare tale grafia da parte dello stesso Haynes da giovane «per accentuarne la pronuncia», come da lui stesso dichiarato. La grafia corretta è con la q minuscola.

## Palmarès

### Club
- Campionato italiano: 2

Reyer Venezia: 2016-2017, 2018-2019
- Coppa di Francia: 1

Elan Chalon: 2010-2011
- Coppa di Israele: 1

Maccabi Tel Aviv: 2014-2015
- Coppa di Grecia: 1

Panathinaikos: 2015-2016
- FIBA Europe Cup: 1

Reyer Venezia: 2017-2018